# PMW (chanson)
Singles de Shay
XCII
(2015) Biche
(2016)
PMW est le premier single extrait de l'album studio Jolie Garce de Shay. Sorti le 1er juillet 2016 sous les labels Capitol Music, 92i et Universal Music, la chanson a été produite par Le Motif et Heezy Lee.
Le single rencontre un grand succès dans les pays francophones, il se classe 33e en France et certifié single de platine par la SNEP.

## Vidéo Clip
Dans le clip produit par Fred de Pontcharra et Matthias Delabarre on y voit Shay habillé en rouge avec un décor rouge, accompagnée de loup et de serpent, on la voit en femme fatale.

## Classement
| Classement (2016)                       | Meilleure position |
| --------------------------------------- | ------------------ |
| Belgique (Wallonie Ultratop 50 Airplay) | 9                  |
| France (SNEP)                           | 33                 |

## Certification
| Pays   | Organisme | Certification | Stream      |
| ------ | --------- | ------------- | ----------- |
| France | SNEP      | Diamant       | +50 000 000 |